# Ángel Herrera
Ángel Herrera (født 2. august 1957) er en tidligere cubansk bokser. 
Under Sommer-OL 1976 Montreal i Canada vandt han en guldmedalje i letvægt, hvilket han gentog fire år senere under Sommer-OL 1980 i Moskva. Han blev verdensmester for amatører boksere i 1978 og i 1980 i München. I 1983 vandt han en sølvmedalje i de Panamerikanske lege.